# Janna Falkenstein

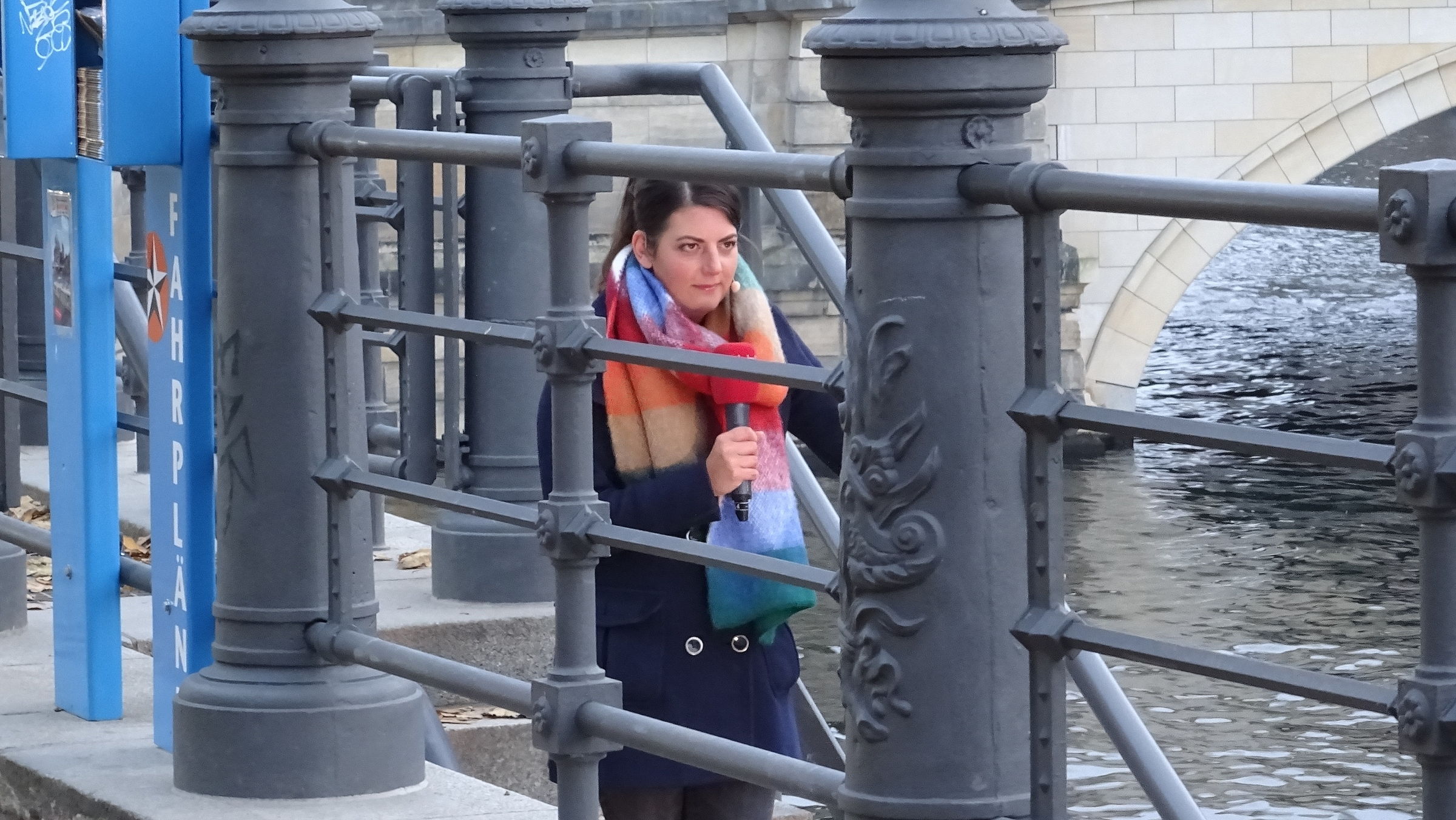
Janna Falkenstein bei der Moderation für die Sendung UM4 des Senders rbb, 2016

Janna Falkenstein (* 4. Mai 1981 in Berlin-Lichtenrade) ist eine deutsche Journalistin und Moderatorin.

## Leben
Janna Falkenstein wuchs im Berliner Ortsteil Lichtenrade als Tochter der Pädagogin und Autorin Sigrid Falkenstein sowie eines Apothekers auf. Im Jahr 2000 erwarb sie am Berliner Ulrich-von-Hutten-Gymnasium das Abitur. Es folgte ein Studium der niederländischen und der englischen Philologie an der Freien Universität Berlin, das 2007 mit dem Magister abgeschlossen wurde. An der Ems Electronic Media School in Potsdam folgte ein Praktikum und Volontariat. Seit 2013 berichtete Janna Falkenstein live für zibb im rbb Fernsehen von Veranstaltungen in Berlin und Brandenburg. Mehrfach war sie die Frau für große Zuschaueraktionen im zibb Sommergarten. Zwischen Januar 2018 und Dezember 2021 stand sie auch als Moderatorin für zibb vor der Kamera. Seit Mai 2017 moderiert sie die Sendung Super.Markt – Neues für Verbraucher im rbb. Von Anfang 2022 bis Ende 2023 wurde die rbb-Talksendung Studio 3 – Live aus Babelsberg u. a. von ihr moderiert. Seit Januar 2024 ist Janna Falkenstein eines der Gesichter der Nachfolgesendung „DER TAG in Berlin & Brandenburg“.
Am 25. März 2022 vertrat Falkenstein die an COVID-19 erkrankte Moderatorin Kim Fisher in der Talkshow Riverboat Berlin.
Für Ulli Zelle moderierte sie die Abschiedssendung im RBB.